# ازدنیک نیدلی
ازدنیک نیدلی (چکی: Zdeněk Nejedlý؛ ۱۰ فوریهٔ ۱۸۷۸ – ۹ مارس ۱۹۶۲) موسیقی‌شناس، مورخ، منتقد موسیقی، نویسنده و سیاستمدار اهل چک بود که ایده‌هایش در بیشتر قرن بیستم بر زندگی فرهنگی جمهوری چک فعلی حاکم بود. اگرچه او در سال ۱۹۰۱ صرفاً با مرور اپراها در روزنامه‌های پراگ شروع به کار کرد، اما در دوران بین دو جنگ، جایگاه او افزایش یافته بود که عمدتاً توسط دیدگاه‌های سیاسی سوسیالیستی هدایت می‌شد. این ترکیب سیاست جناح چپ و رهبری فرهنگی او را در سالهای اولیه جمهوری سوسیالیستی چکسلواکی پس از سال ۱۹۴۸ به یک شخصیت مرکزی تبدیل کرد، جایی که او اولین وزیر فرهنگ و آموزش شد. در این سمت، او مسئول ایجاد یک برنامه درسی آموزش در سراسر کشور بود و با اخراج استادان دانشگاه در اوایل دهه ۱۹۵۰ همراه بود.
وی همچنین برندهٔ جوایزی همچون نشان لنین شده‌است.